# Tunica adventitia
Als Tunica adventitia oder Adventitia (von lat. advenire – hinzukommen), auch als Tunica externa bezeichnet, wird in der Anatomie die äußere Schicht um schlauchförmige Organe bezeichnet. Die Adventitia besteht aus lockerem Bindegewebe, dient der Verankerung in der Umgebung und besitzt im Gegensatz zu einer Tunica serosa keine Epithelschicht. In der Adventitia verlaufen auch versorgende Blutgefäße und Nerven.
Eine Adventitia besitzen:
- Blutgefäße (Arterien, Venen): hier auch als Tunica externa bezeichnet, nur sehr große Blutgefäße besitzen eigene Blutgefäße zur Versorgung (Vasa vasorum)
- Speiseröhre
- Luftröhre und Bronchien
- Gallengang
- Nierenbecken, Harnleiter
- Nebenhodengang, Teile des Samenleiters und der akzessorischen Geschlechtsdrüsen
- Scheide und Scheidenvorhof